# Milford (Iowa)
Milford es una ciudad situada en el condado de Dickinson, Iowa, Estados Unidos. Tiene una población estimada, a mediados de 2023, de 3309 habitantes.
Se encuentra al noroeste del estado, en el extremo sur de los Grandes Lagos de Iowa y a poca distancia del lago Okojobi.

## Geografía.
La localidad está ubicada en las coordenadas 43°20′30″N 95°08′45″O / 43.34167, -95.14583 (43.341717, -95.145709). Según la Oficina del Censo, tiene una superficie total de 5.60 km², de los cuales 5.57 km² corresponden a tierra firme y 0.03 km² están cubiertos de agua.

## Demografía
Según el censo de 2020, en ese momento había 3321 personas residiendo en la localidad. La densidad de población era de 596.23 hab./km². El 92.53% de los habitantes eran blancos, el 0.81% eran afroamericanos, el 0.06% eran amerindios, el 0.63% eran asiáticos, el 0.03% era isleño del Pacífico, el 1.36% eran de otras razas y el 4.58% eran de una mezcla de razas. Del total de la población, el 3.67% eran hispanos o latinos de cualquier raza.